# 首領蜂
『首領蜂』（どんぱち）は、1995年稼働開始のアーケードゲーム。開発元はケイブ、総発売元はアトラス。

## ストーリー
最強の軍隊を作り出すための大規模な軍事演習。その内容は、敵異星軍団を装った仮想敵を設け、その正体を味方に隠したまま実戦形式で戦わせるという荒唐無稽なものであった。プレイヤーは首領の命により、この仮想敵側の戦闘機を操り、味方軍を完膚なきまでに叩きのめすことが任務となる。しかし実質、襲撃される側の軍隊だけでなく、仮想敵を装う精鋭のプレイヤーも鍛えられていく形にもなっていた。いつ終わるとも分からない演習が終わった時、それは最強の部隊「首領蜂」の誕生を意味していた。
家庭用移植版のストーリー説明では、プレイヤーとなるパイロットと首領の任務中のブリーフィング内での会話と独白が追加されている。

## 概要
弾幕系シューティングとしてヒットした『怒首領蜂』の前作であり、一連のシリーズの第一作目にあたる。
『首領蜂』自体は弾幕系シューティングというわけではなく、『怒首領蜂』で開花した「膨大な敵弾の隙間を微少な当たり判定の自機ですり抜けていく」というプレイスタイルはまだほとんど求められず、従前のシューティングと同様の攻略パターン構築の重要性が高い。
なお、シリーズの伝統となっている蜂の形をしたボスはこの作品で既に登場しており、2周目で登場する真ボスである「首領蜂」を撃破することでエンディングとなる。

## システム
（）
自機
プレーヤーはゲームスタート時およびコンティニュー時に以下の3種類の機体から1つを選択する。
- Type A - 移動速度が速く、前方に狭範囲のショットを放つ赤い戦闘機（2P側は黄色）。
- Type B - メインショットを前方に、オプションによるサブショットを移動方向に放つ緑の攻撃ヘリコプター（2P側は紫）。
- Type C - 移動速度は遅いが、サブショットと合わせて広範囲の3wayショットを放つ前進翼が特徴的な青い戦闘機（2P側は黒）。

ショット
各機体は自機より放たれるメインショットと、ゲーム開始時より展開する2つのオプションによるサブショットを持つ。オプションの配置は各機体により以下のように異なる。
- Type A - オプションは自機前方で回転し、その火力をメインショットと結合させる。
- Type B - オプションは自機の左右に固定となり、その配備位置を軸として広範囲に弾をばら撒く。
- Type C - オプションは後方に位置し、外側を向いて斜め向きの火力をもたらす。

レーザー
ショットボタンを押し続けることにより、オプションが前方に集まり直線的なレーザーを放つ。この時自機の移動速度は遅くなる。
レーザー発射中は、自機の周囲がレーザーの飛沫に包まれる。これは俗に「オーラ」と呼ばれ、このオーラにもレーザーと同等の攻撃力がある。敵に接近しレーザーとオーラを同時に当てると、2倍のダメージを与える（日本語圏ではオーラ撃ち〈オーラでのみ炙ることを指す場合もある〉、英語圏ではZERO FIREと言う）。
ボム
各機は個数制限のあるボムを持ち、ボムボタンを押すことで使用することができる。使用することにより、画面上のすべての敵にダメージを与えるまたは破壊する大爆発を発生させ、発生中はすべての敵弾が消滅する。レーザー中にボムボタンを押した場合には、爆発の代わりに高出力のレーザーボムを発射し、特定の敵により多くのダメージを与えることができる。
首領蜂のボムは一般的な縦スクロールシューティングと異なり、ステージクリア時にも個数が増える仕様となっている。また、ゲーム開始時に所持可能なボムは3個だが、ボムを3個使用する度に所持可能数が1つ増える（最大7個）ため、最終的にはかなりの数のボムを使用できる内容となっていた。ただし、ステージクリア時のボーナスが所持可能なボム数に関わっているため、スコアを稼ぐ場合はやはりボムを使わないようにする必要があった。
ゲットポイントシステム(GPS)
俗にコンボと呼ばれる、このシリーズのスコア稼ぎの要となるシステム。一定時間（本作では30フレーム=0.5秒）以内に敵を連続で破壊することでコンボが成立し、最後に倒した敵の獲得スコアにそのコンボ内に倒した敵のスコアが上乗せされるため、1コンボがスコアに多大な影響を与える。ボムを使用するとコンボが途切れてしまう。
蜂ボーナス
各ステージに13個隠れている蜂アイテムを取ると発生。ミスせずに続けて取ることでスコアが増加し、1個目の100点から13個目の10万点まで上昇。

## 移植
1996年にセガサターン移植版がアーケード版と同じアトラスから、PlayStation移植版がSPSからそれぞれ発売されている。
また、PlayStation版は2010年にゲームアーカイブスで配信開始。PlayStation Portable・PlayStation 3両対応。